# Maria Vladimirovna de Russie
Vous pouvez aider à l'améliorer ou bien discuter des problèmes sur sa page de discussion.
- Il ne cite pas suffisamment ses sources. Vous pouvez indiquer les passages à sourcer avec {{référence nécessaire}} ou {{Référence souhaitée}}, et inclure les références utiles en les liant aux notes de bas de page. (Marqué depuis avril 2022)
- Son ton est trop promotionnel ou publicitaire, voire hagiographique. Le texte doit adopter un ton neutre et encyclopédique. (Marqué depuis avril 2022)

- Archive Wikiwix
- Bing
- Cairn
- DuckDuckGo
- E. Universalis
- Gallica
- Google
- G. Books
- G. News
- G. Scholar
- Persée
- Qwant
- (zh) Baidu
- (ru) Yandex
- (wd) trouver des œuvres sur Wikidata

Succession
Prétendante au trône de Russie
Depuis le 21 avril 1992
(33 ans et 3 jours)
Maria Vladimirovna Romanova (en russe : Мари́я Влади́мировна Рома́нова), née le 23 décembre 1953 à Madrid, est une grande-duchesse de Russie, descendante du tsar Alexandre II. Elle est considérée par certains monarchistes russes comme le chef de la maison impériale de Russie depuis 1992 sous le nom de Marie Ire de Russie. L'autre prétendant au trône est son cousin Alexis Andreïevitch Romanov (né le 27 avril de la même année).

## Biographie
Maria Vladimirovna Romanova est la fille du grand-duc Vladimir Kirillovitch de Russie et de la princesse de Géorgie Leonida Gueorguievna de Russie. Elle étudie le russe et l'histoire de Russie à l'université d'Oxford, et réside en France et en Espagne.
Le 22 septembre 1976 (civilement le 4 septembre 1976 à Dinard) dans la chapelle orthodoxe russe de Madrid, elle épouse son cousin au troisième degré, le prince François-Guillaume de Prusse (né en 1943, fils de Charles-François de Prusse et de Henriette de Schönaich-Carolath et petit-fils de Joachim de Prusse) ; ils divorcent le 19 juin 1985. De cette union est né en 1981 Georges Romanov, portant le prédicat de courtoisie d'altesse impériale.
Pour certains monarchistes russes, Maria Vladimirovna de Russie serait le chef de la maison impériale de Russie, depuis la mort de son père, les autres princes de Russie étant, selon ces mêmes monarchistes, écartés de la succession du fait de mariages « inégaux ».  L'autre prétendant au trône est son petit-cousin Alexis Andreïevitch de Russie (né en 1953), dont la demi-sœur du père, Olga Andreïevna de Russie (née en 1950), est la présidente de l'Association de la famille Romanov.
En 1998, contrairement aux autres membres de la famille Romanov qui assistèrent aux funérailles du couple impérial et de leurs trois enfants en la cathédrale de la forteresse Pierre-et-Paul de Saint-Pétersbourg, Maria Vladimirovna assista à une cérémonie commémorative célébrée en mémoire de l'empereur Nicolas II de Russie par le patriarche Alexis II en la cathédrale de la Trinité au nord de Moscou. Maria Vladimirovna assista à cette cérémonie accompagnée de son fils et de sa mère. Maria Vladimirovna en dissidence[pas clair] doutait de l'authenticité des corps découverts à Iekaterinbourg.
Se présentant comme chef de la famille impériale de Russie, le jeudi 10 juillet 2008, Maria Vladimirovna Romanova a demandé à la justice russe la réhabilitation de la famille impériale assassinée par des bolcheviks le 17 juillet 1918. Après plusieurs demandes de réhabilitation (la première en 2005), le 1er octobre 2008 la princesse a obtenu auprès du Conseil suprême de la fédération de Russie la réhabilitation de Nicolas II de Russie et de sa famille.
Maria Vladimirovna Romanova, par l'intermédiaire d’Alexandre Zabatov, son représentant en Russie, a demandé le 12 janvier 2010 la réouverture de l'enquête concernant l'assassinat du dernier empereur de Russie et des membres de sa famille. Son avocat, German Loukianov, au nom de sa cliente, a déposé une plainte auprès du tribunal de Basmanny à Moscou. En 2010, Maria Vladimirovna Romanova obtient la réouverture de l'enquête close en 1998 afin de poursuivre les investigations sur les causes et les circonstances de l'assassinat de la famille impériale à Iekaterinbourg le 17 juillet 1918.
Maria Vladimirovna Romanova figure également dans l'ordre de succession au trône britannique.